# 김제빈
김제빈(1982년 3월 31일 ~ )은 롯데 자이언츠에서 뛰었던 전 야구 선수다. 중앙고등학교를 졸업했다. 통산 기록은 17경기 22이닝 2홀드 1세이브 ERA 6.55이다.

## 같이 보기
- 2002년 롯데 자이언츠 시즌